# Ellekari Sander
Ellekari Sander, född 20 februari 1977 i Högalids församling, är en svensk sångare och pianist, erkänd men inte känd, som medlem i gruppen The Tiny.